# Sidney Hatch
Pour les articles homonymes, voir Hatch.
Sidney Herbert Hatch (né le 18 août 1883 à River Forest et mort le 17 octobre 1966 à Maywood) est un athlète américain spécialiste du marathon. Son club était la Chicago Athletic Association.
Il a concouru aux Jeux Olympiques de Saint-Louis en 1904 où il a remporté une médaille d'argent avec son coéquipiers James Lightbody, Frank Verner, Lacey Hearn et le français Albert Corey.

## Biographie
Sidney Hatch était également un marathonien bien connu à son époque. De 1904 à 1922, il a couru plus de 45 marathons avec une vingtaine de victoires dont le marathon de Chicago en 1909 et le marathon de Yonkers en 1911. En 1910, il a terminé à la 5e place en le marathon de Yonkers, en compétition en tant que membre du Chicago Irish American Athletic Club.
En gagnant un marathon en 1908, il s'est qualifié pour les Jeux olympiques de 1908 qui ont lieu à Londres. Il s'est classé 14e lors de cette édition, après sa huitième place obtenue en 1904 à St Louis. Il s'est également qualifié pour les Jeux de 1912 mais n'y a pas participé. 
En mars 1912, Sydney Hatch était l'un des « vingt des meilleurs coureurs de fond du Middle West » programmés pour participer à une course en salle de 20 miles (environ 32km) à Riverview Rink à Chicago.
Il est enterré au cimetière Chapel Hills Gardens West à Oakbrook Terrace dans l'Illinois, l'État où il est né et mort. 

### Palmarès
| Date | Compétition           | Lieu        | Résultat | Épreuve          | Performance       |
| ---- | --------------------- | ----------- | -------- | ---------------- | ----------------- |
| 1904 | Jeux olympiques d'été | Saint-Louis | 8e       | Marathon         |                   |
| 1904 | Jeux olympiques d'été | Saint-Louis | 2e       | Cross par équipe | 28 pts            |
| 1908 | Jeux olympiques d'été | Londres     | 14e      | Marathon         | 3 h 17 min 52 s 4 |

### Records
| Épreuve  | Performance     | Lieu | Date |
| -------- | --------------- | ---- | ---- |
| Marathon | 2 h 28 min 30 s |      | 1916 |